# ケビン・フーバー
ケビン・フーバー（Kevin Huber 1985年7月16日- ）はオハイオ州シンシナティ出身のアメリカンフットボール選手。ポジションはパンター。

## 経歴
シンシナティで生まれた彼は、地元の高校に進学してパンターとしてプレーした後、シンシナティ大学に進学し、2005年から2008年までプレーした。3年次の2007年には、AP通信からオールアメリカンに選ばれた、4年次の2008年にも平均44.9ヤード、56回のパントのうち21回を敵陣20ヤード以内に蹴り込んで、スポーツ・イラストレイテッドからオールアメリカンに選ばれている。
2009年のNFLドラフト5巡でシンシナティ・ベンガルズに指名された。2012年まで全試合に出場し、2012年は76回のパントで自己ベストとなる平均46.6ヤードを蹴り、プロフットボールフォーカスより、その年リーグで11番目のパンターと評価された。2013年3月8日、ベンガルズとの5年間の契約延長を果たした。
2013年第13週のサンディエゴ・チャージャーズ戦ではシーズンリーグ2位の記録となる75ヤードのパントを含み、4回のパントで222ヤードを獲得、そのうち2回は敵陣20ヤード以内に蹴り込み、AFC週間MVPスペシャルチーム部門に初選出された。第15週のピッツバーグ・スティーラーズ戦でアントニオ・ブラウンのパントリターンをブロックしにいった際に、テレンス・ガービンに激しくヒットされた。彼は自分の足でフィールド外に出たが、口を血まみれにしてロッカールームに下がった。この試合の残り時間、ベンガルズのパント、マイク・ヌージェントが行い、ヌジェントのFGの際には、QBアンディ・ダルトンがホールダーを務めた。検査の結果、過去に亀裂骨折を起こしたことのある、あごの骨を骨折しており、シーズン絶望となる故障者リスト入りした。
2014年以降、ベンガルズのレギュラーパンターとして全試合出場を果たし2018年3月14日にはベンガルズと3年契約を延長した。